# Marie Bermond
Marie Bermond née à Albi le 31 octobre 1859 et morte dans la même ville le 18 mai 1941 est une peintre et dessinatrice française.

## Biographie
Issue  d'une famille de notables albigeois, son père Louis Bermond étant avocat et maire d'Albi, Marie Bermond suit une scolarité au couvent du Bon-Sauveur, puis elle entame sa formation artistique chez Arthur Corbières, peintre à Albi, qui convainc la famille de la laisser partir pour Paris où elle entre à l'Académie Julian dans l'atelier de Jules Lefebvre (1836-1911), portraitiste et peintre orientaliste reconnu. Si elle y travaille peu de temps, elle fréquente assidûment l'atelier d'Antoine Bourdelle avec lequel elle resta toute sa vie en relation amicale, ainsi qu'avec tout le cercle qui gravite autour de lui. 
Elle expose dès 1892 au Salon de la Société nationale des beaux-arts. En 1902, une exposition personnelle lui est consacrée chez Bing. Elle expose également au Salon d'automne et au Salon des indépendants. Pendant toutes ces années parisiennes, elle voyage également beaucoup, notamment en Tunisie et aux Baléares.
En 1910, sa carrière de peintre est mise entre parenthèses au cours de son grand voyage en Inde jusqu'en 1913, durant duquel elle découvre la philosophie indienne avec Jiddu Krishnamurti. Elle revient en France en 1914 et devient une ardente militante de la théosophie.
Sa carrière picturale reprend en 1925 avec des portraits, dans lesquels sa maîtrise du pastel excelle, au trait désormais simplifié qu'elle explique dans son livre Le Jeu des apparences : « […] or ce n'est pas en contournant un œil, une bouche, un nez que l'on peut exprimer le caractère d'un visage ni sa véritable humanité. On ne doit pas chercher à reproduire un œil mais un regard, une bouche mais une douleur ou un sourire […] ». Elle expose régulièrement jusqu'en 1938 à Paris, puis elle revient à Albi pour y terminer sa vie, où le musée Toulouse-Lautrec lui consacra une exposition quelques années plus tard.
Ses œuvres sont exposées au musée des Beaux-Arts de Gaillac (Portrait de femme à la bague bleue, Portrait de couple, Portrait de femme à la ceinture, etc.) et au musée Toulouse-Lautrec d'Albi (Portrait de Madame Jaurès).

## Œuvres
- Gaillac, musée des Beaux-Arts :
  - Les Deux Amies, huile sur toile, 59 × 81 cm ;
  - Femme dans un parc, huile sur toile, 45 × 55,5 cm ;
  - Jeune femme à la pomme (Ève), huile sur toile, 50 × 61 cm ;
  - Personnages, huile sur toile, 41 × 33 cm[3] ;
  - Portrait de femme à la bague bleue, huile sur toile, 40,5 × 32,5 cm[4] ;
  - Portrait de femme à la ceinture rouge, huile sur toile, 55 × 33 cm ;
  - Portrait de femme au mur rouge, huile sur toile, 46 × 27 cm ;
  - Portrait de la cousine Félicie, huile sur panneau, 41 × 26,5 cm ;
  - Portrait d'un couple, huile sur toile, 73 × 100 cm[5] ;
  - Portrait de couple, huile sur toile, 46 × 33 cm[6] ;
  - Portrait d'un couple, huile sur toile, 61 × 50,5 cm[7].

Œuvres de Marie Bermond au musée des Beaux-Arts de Gaillac
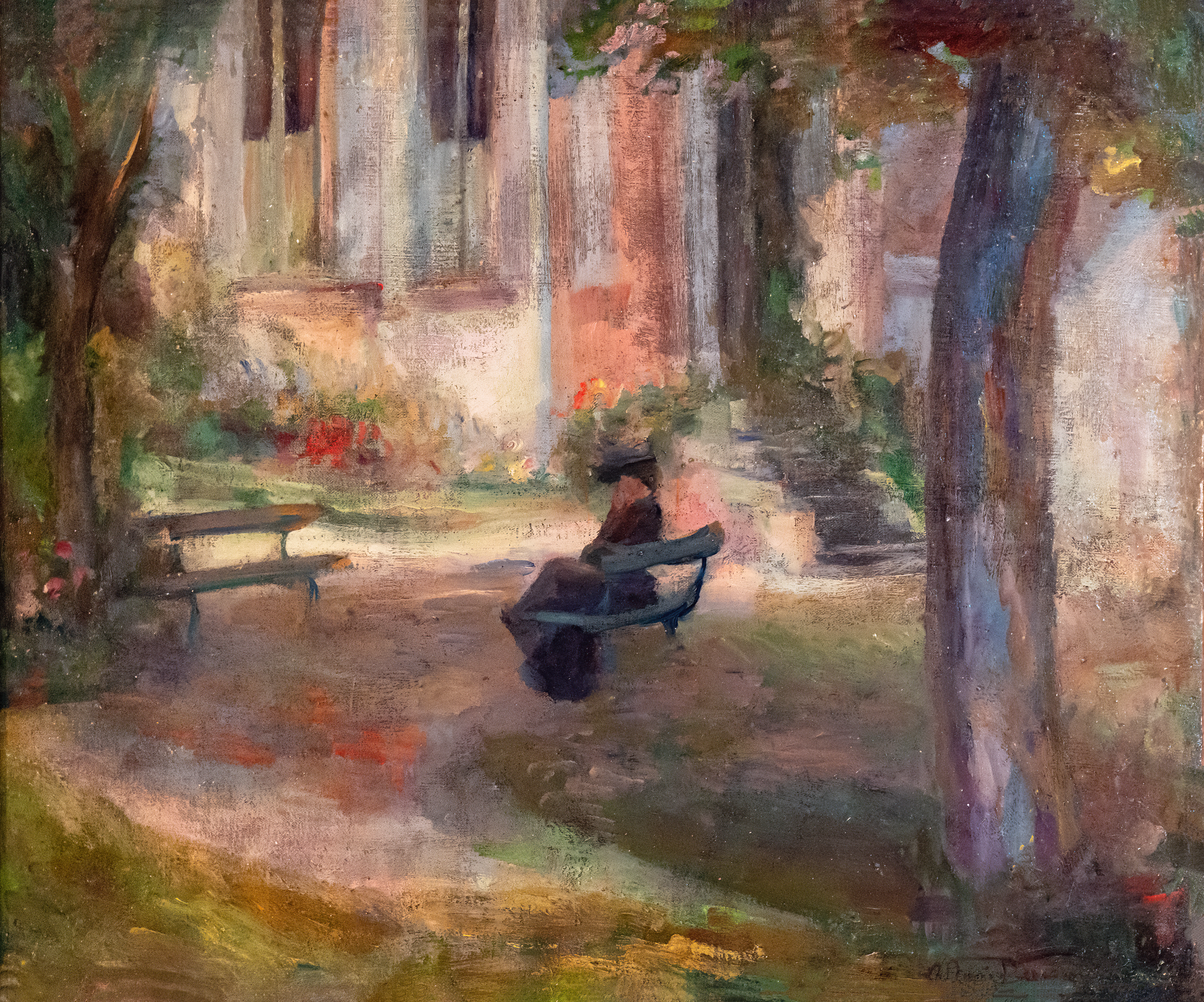
Femme dans un parc
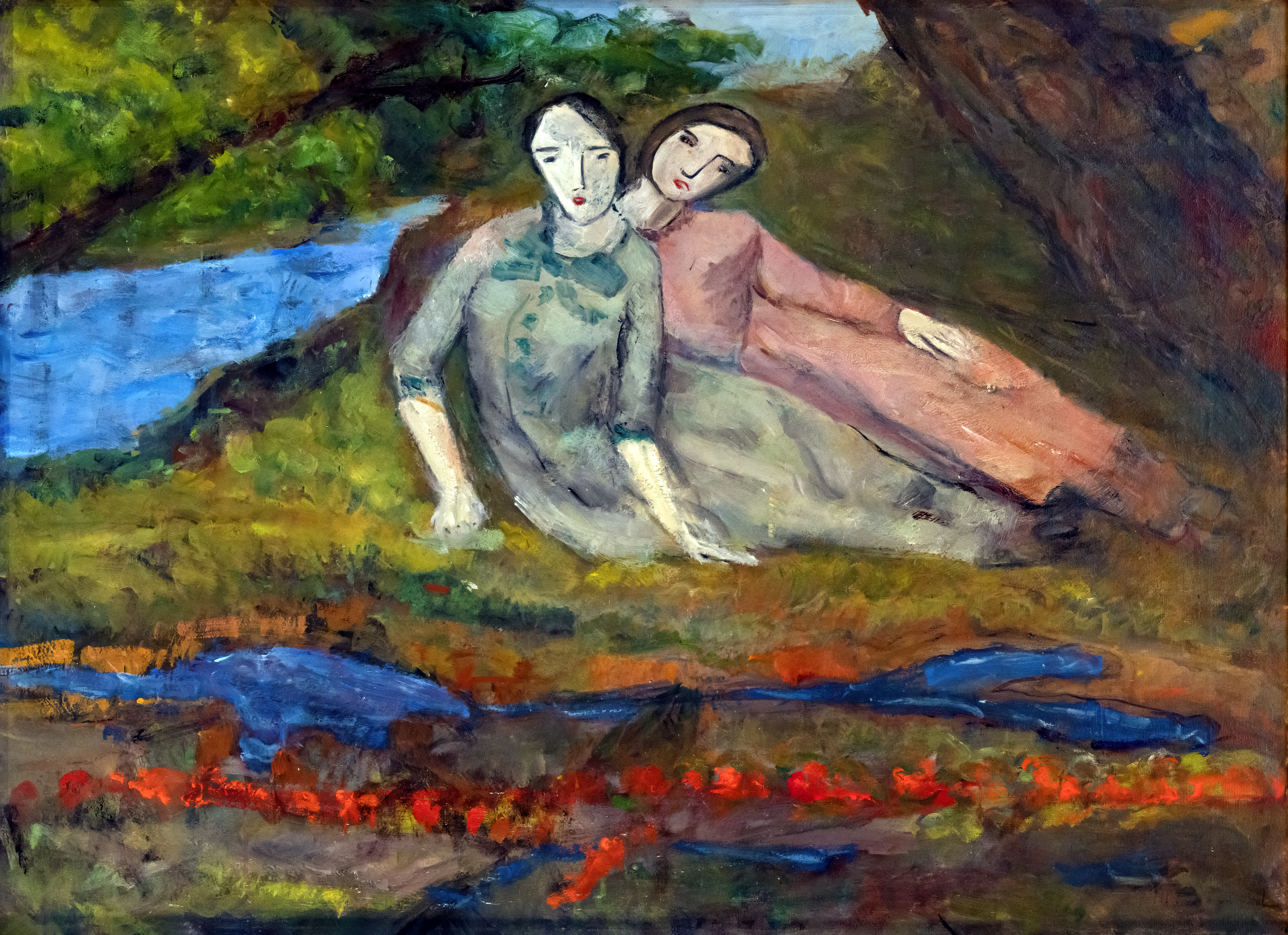
Les Deux Amies
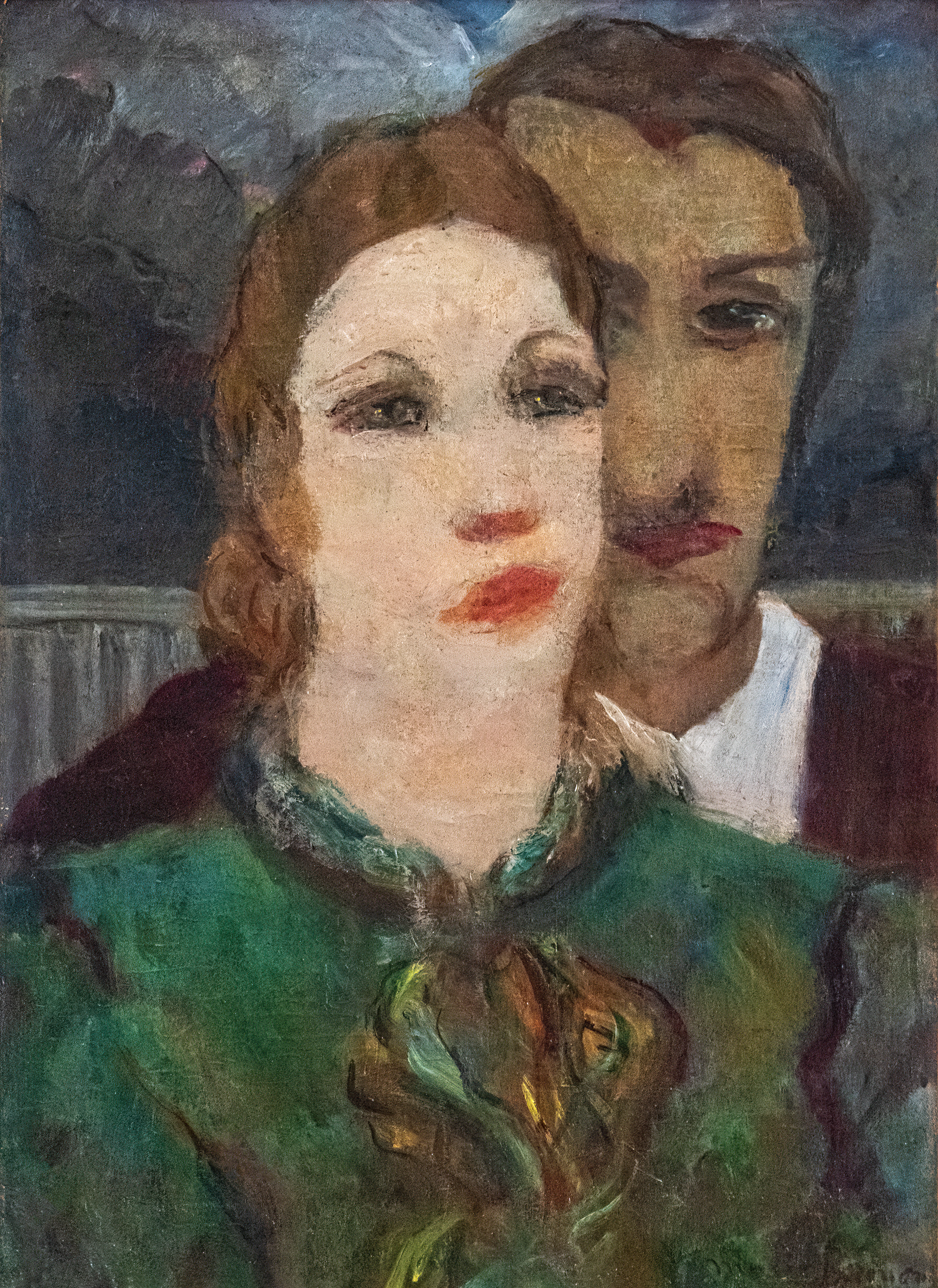
Portrait de couple
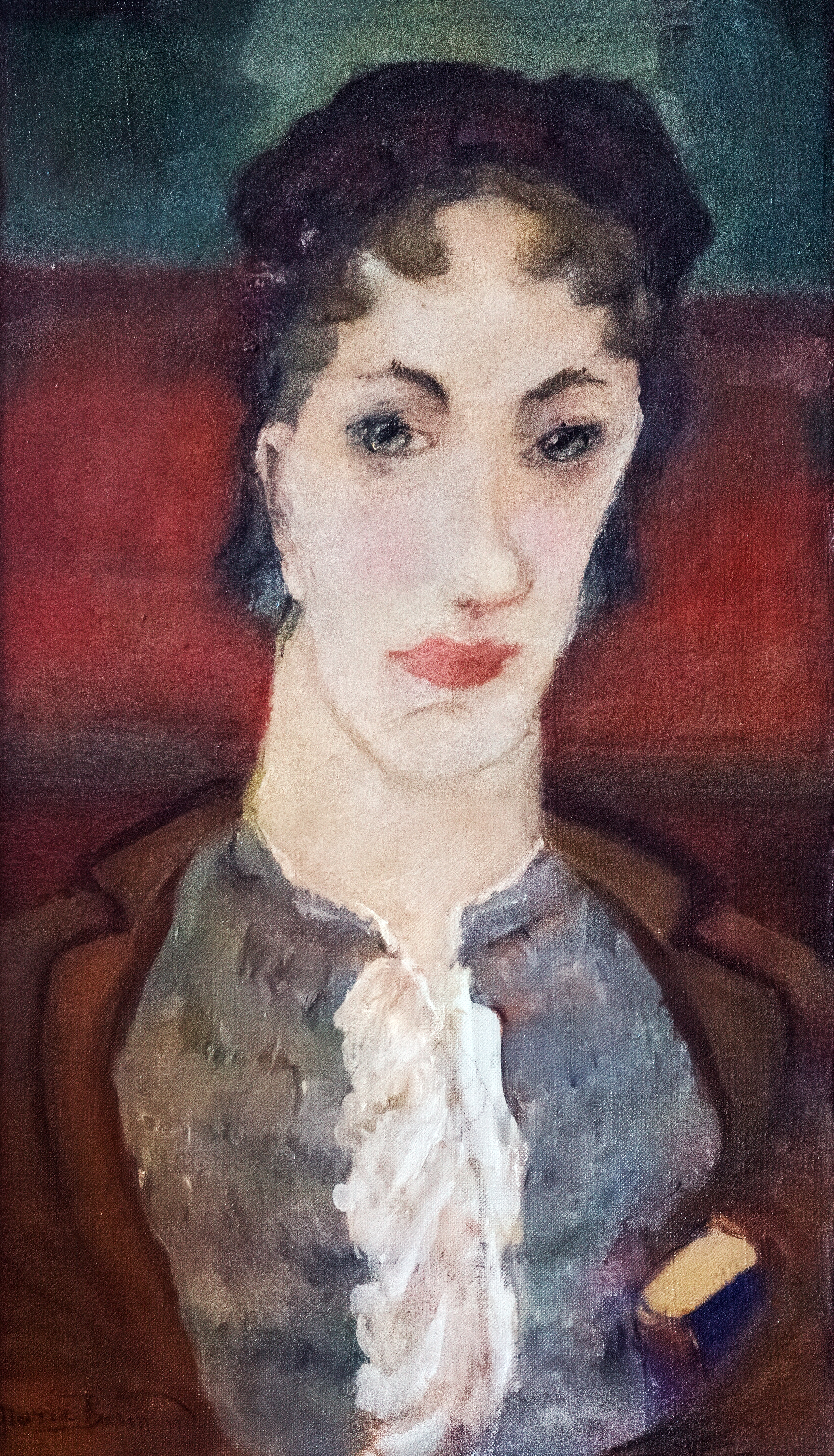
Portrait de femme au mur rouge
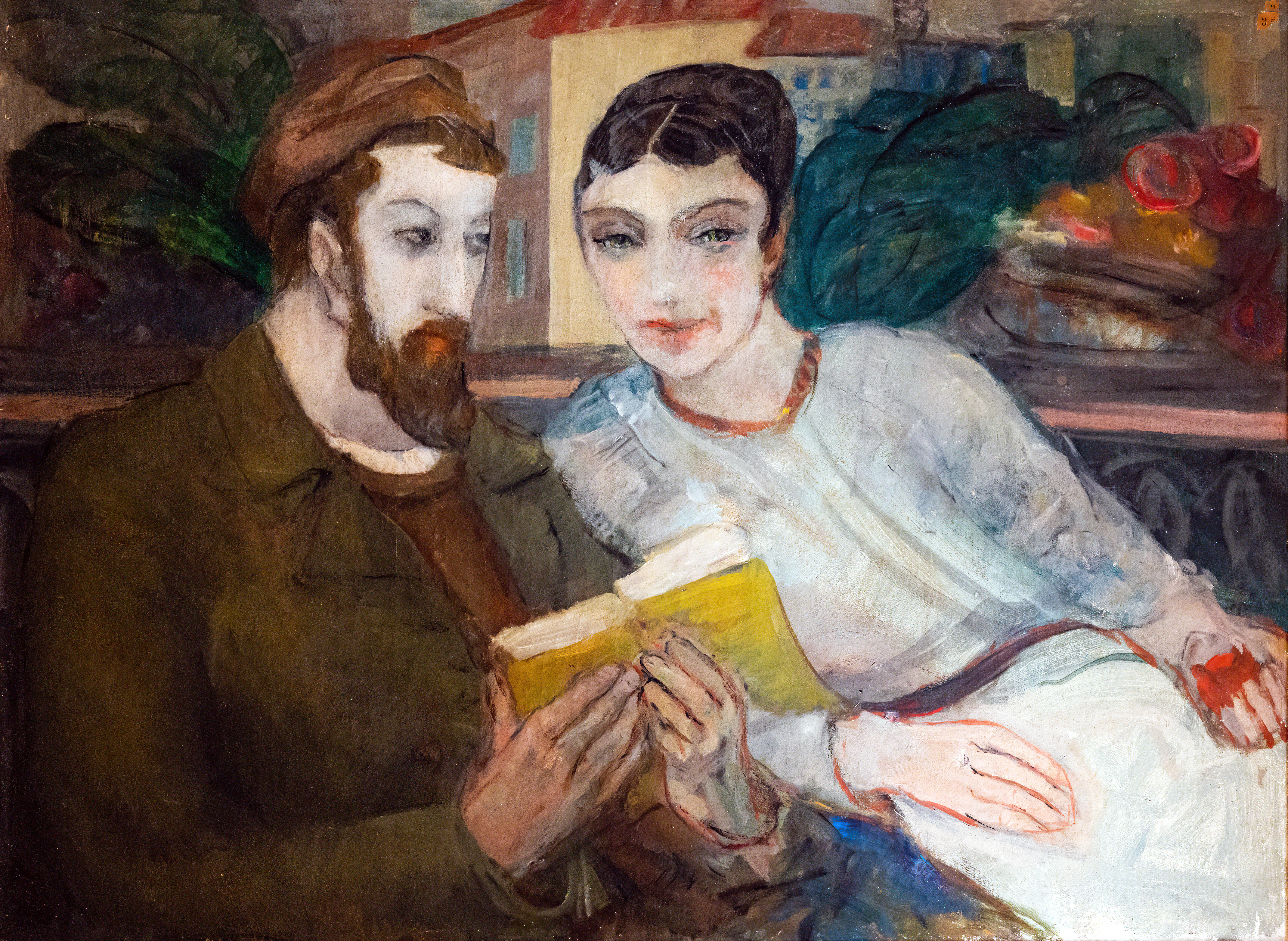
Portrait d'un couple
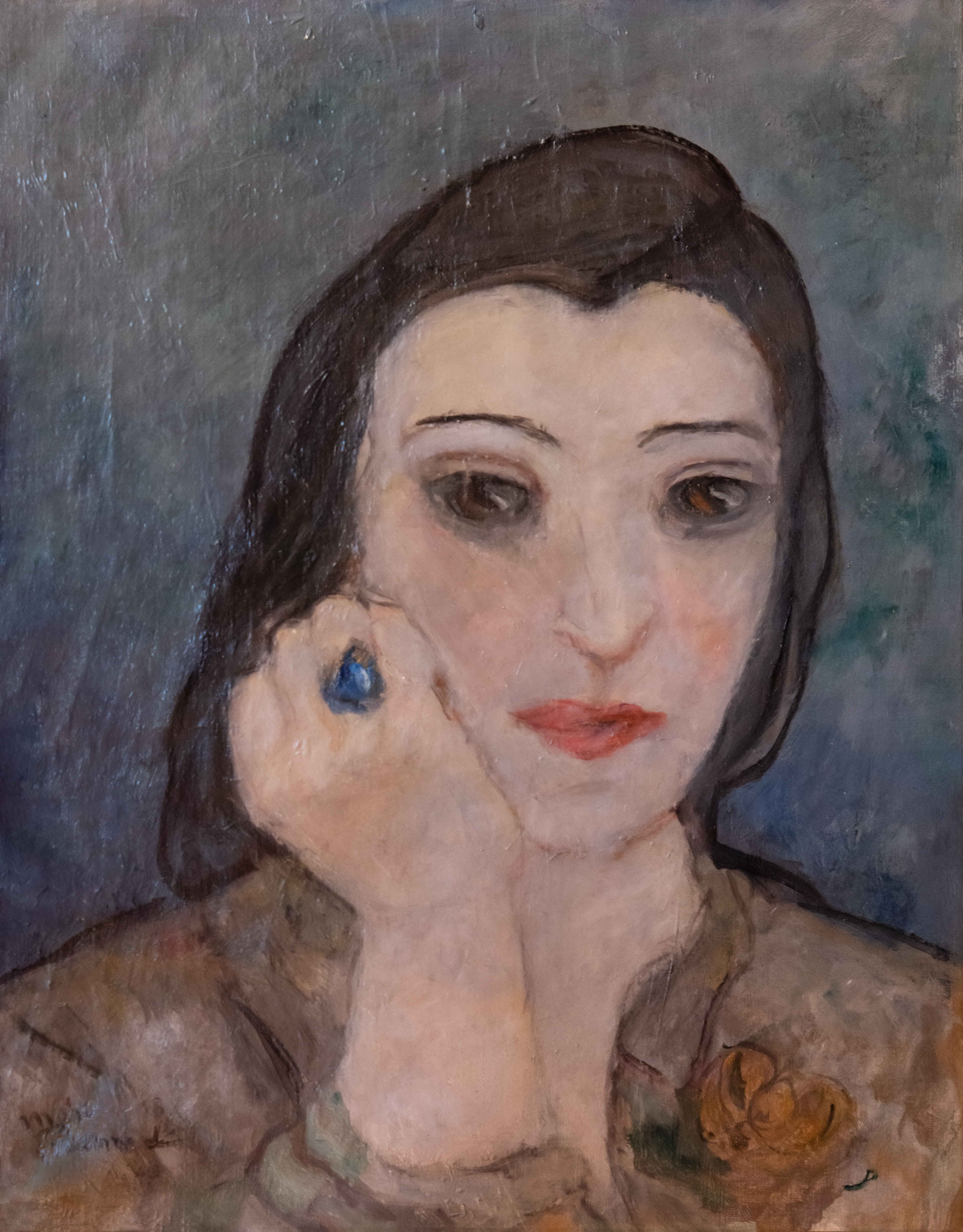
Portrait de femme à la bague bleue
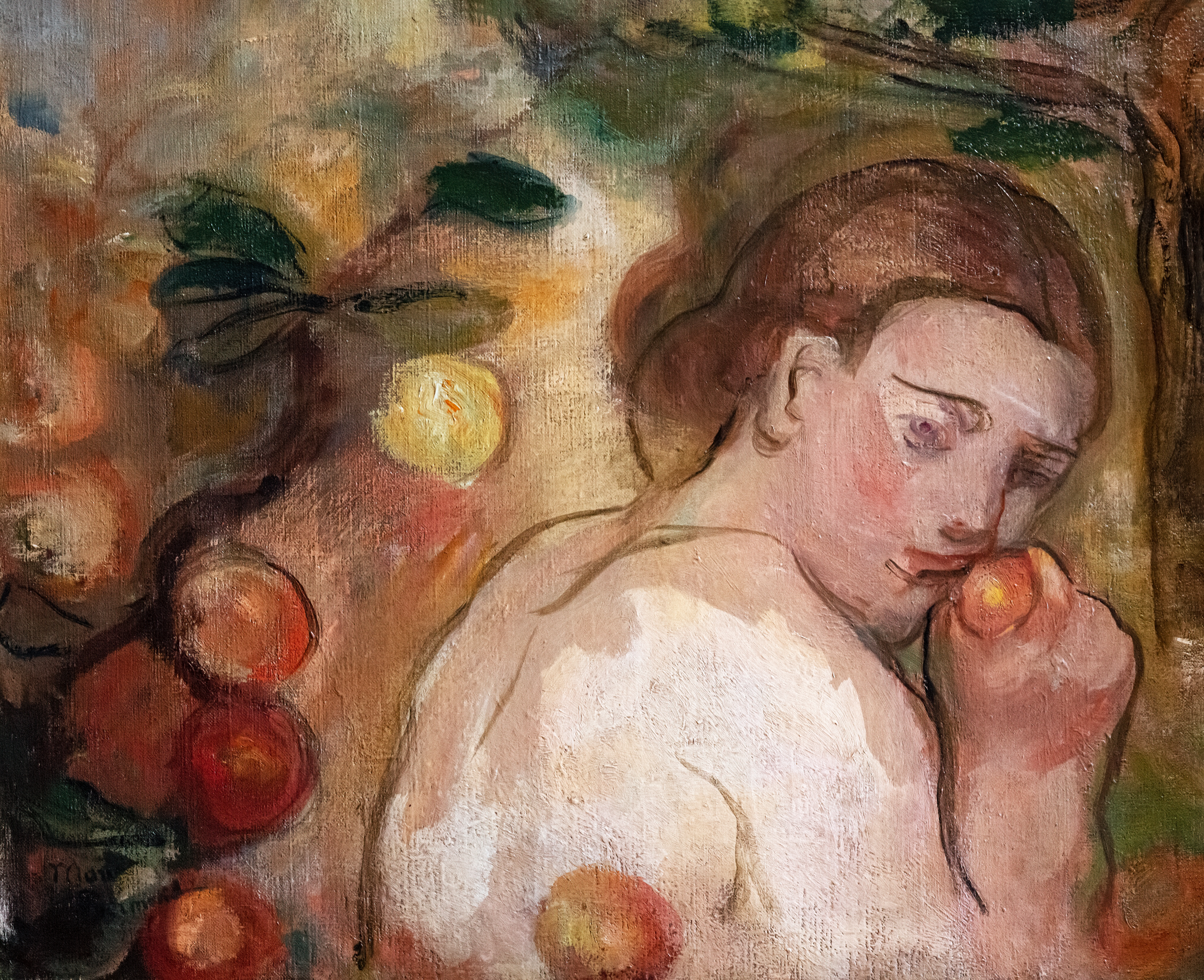
Jeune femme à la pomme (Ève)
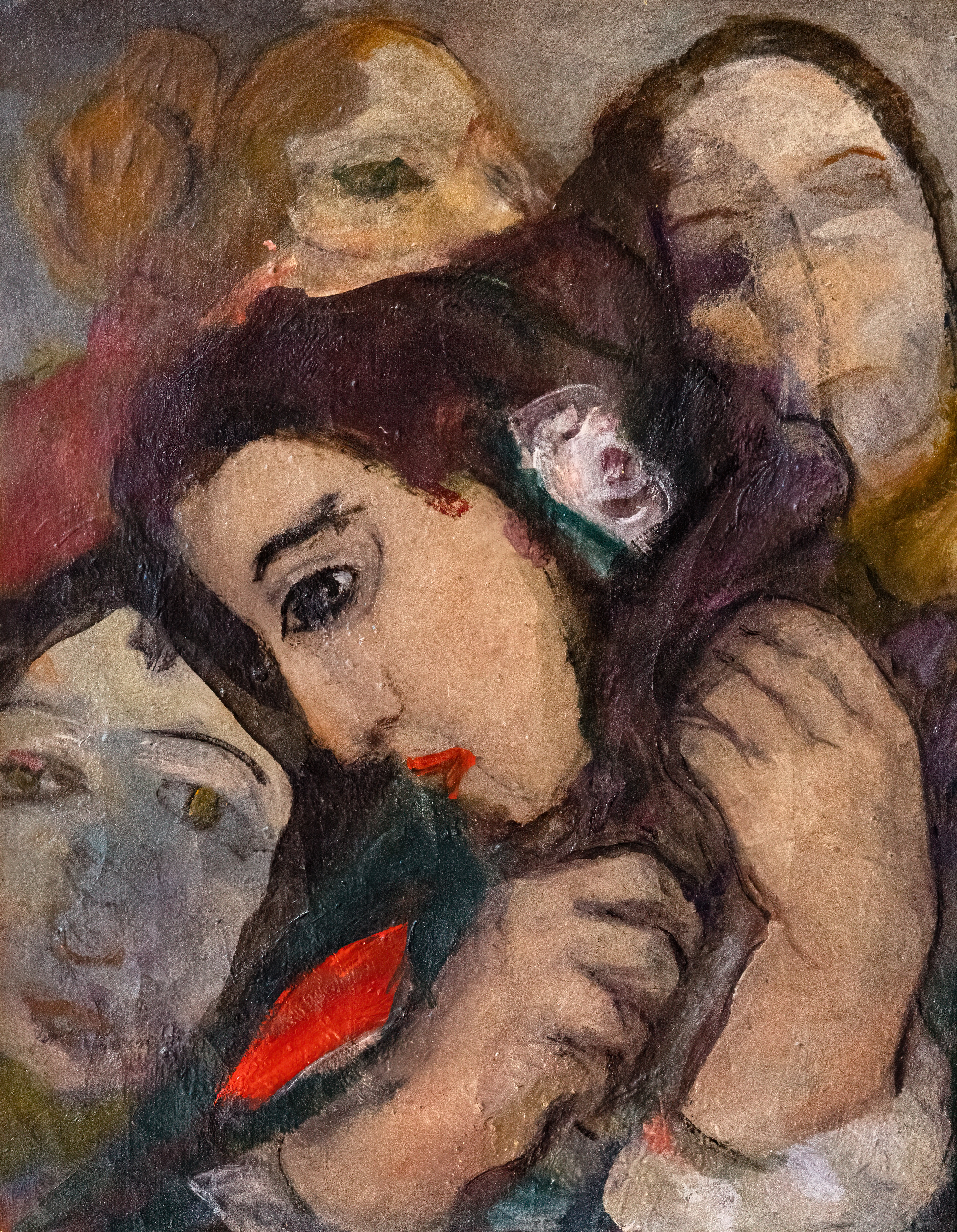
Personnages
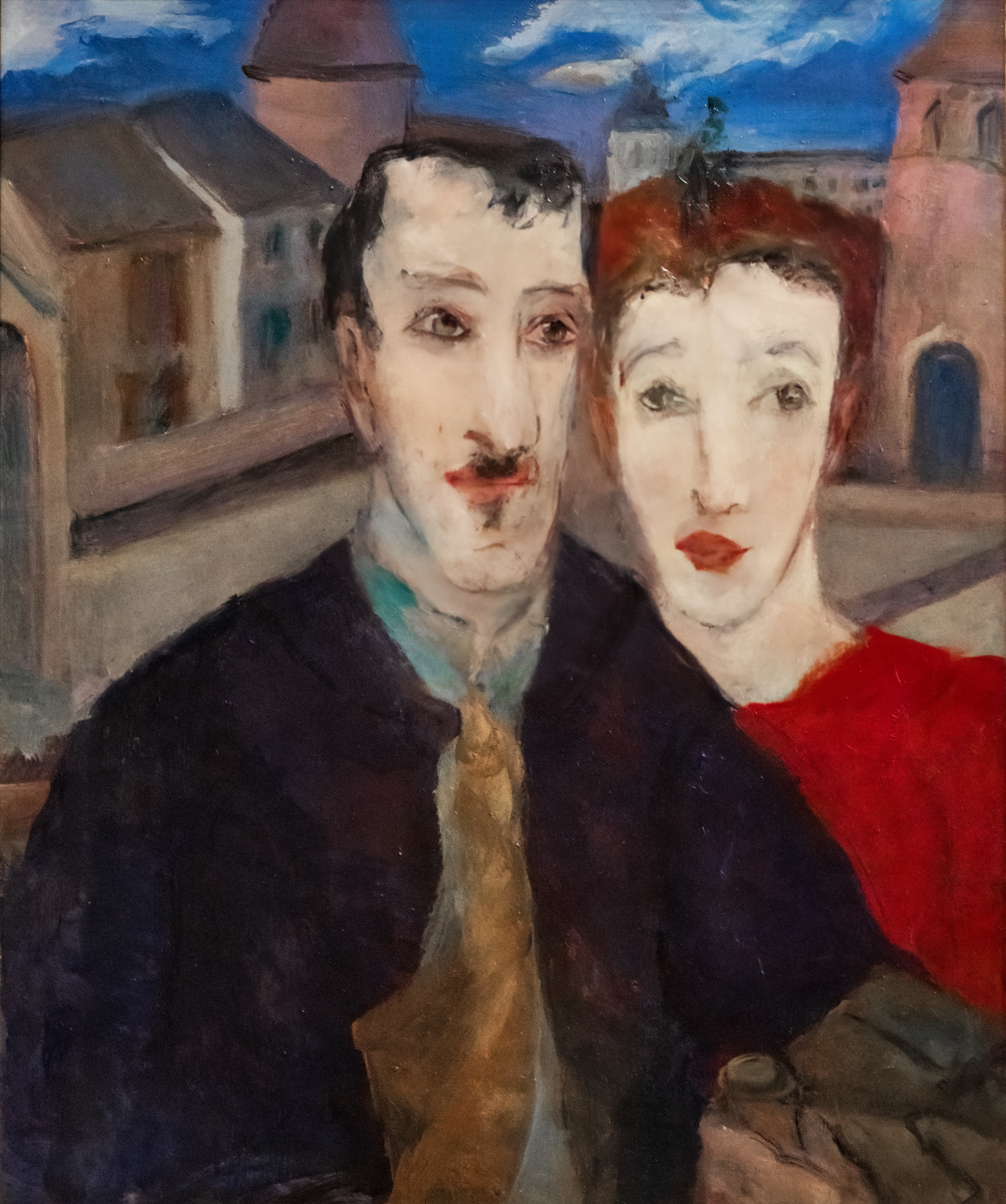
Portrait d'un couple
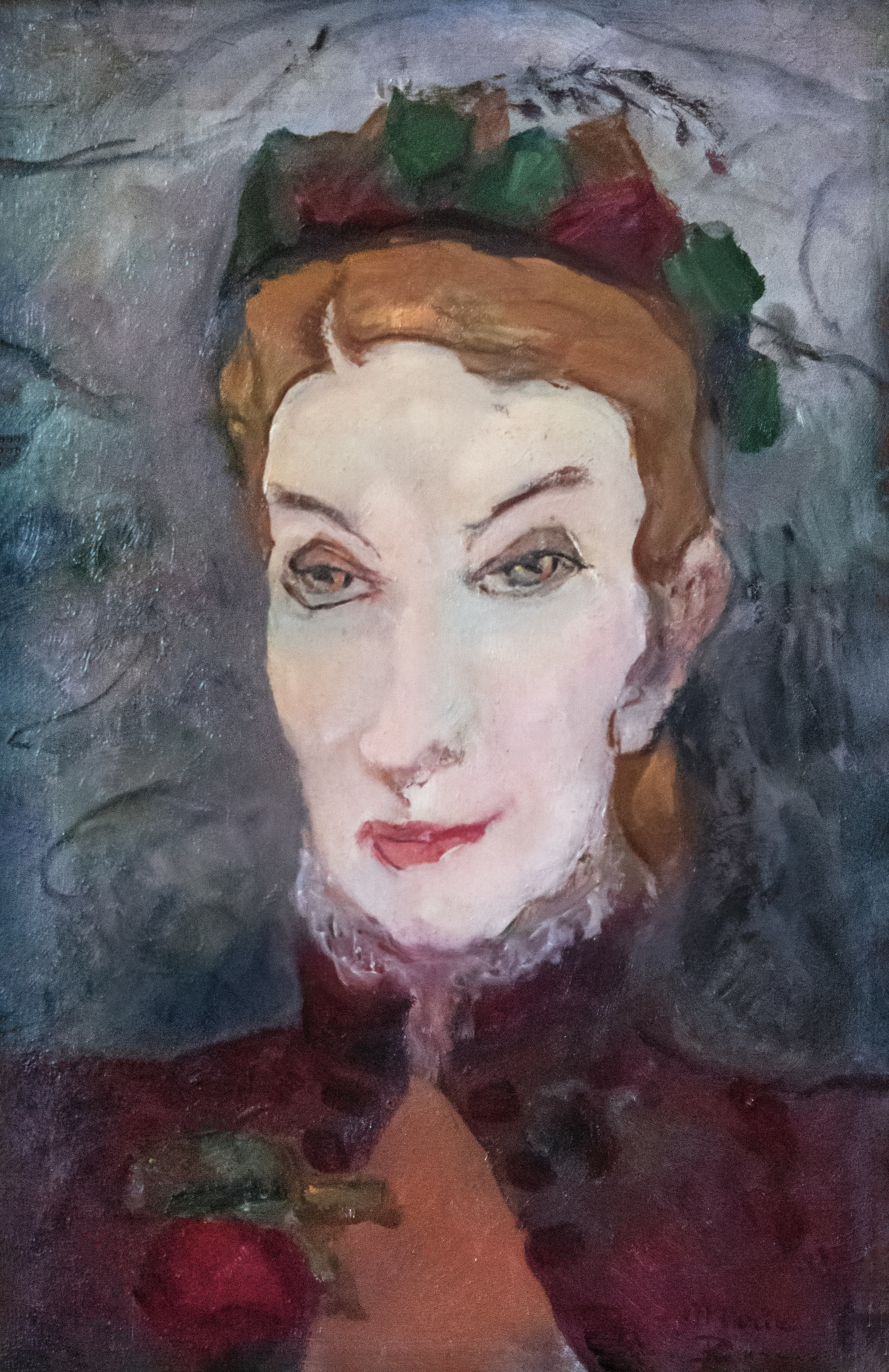
Portrait de la cousine Félicie
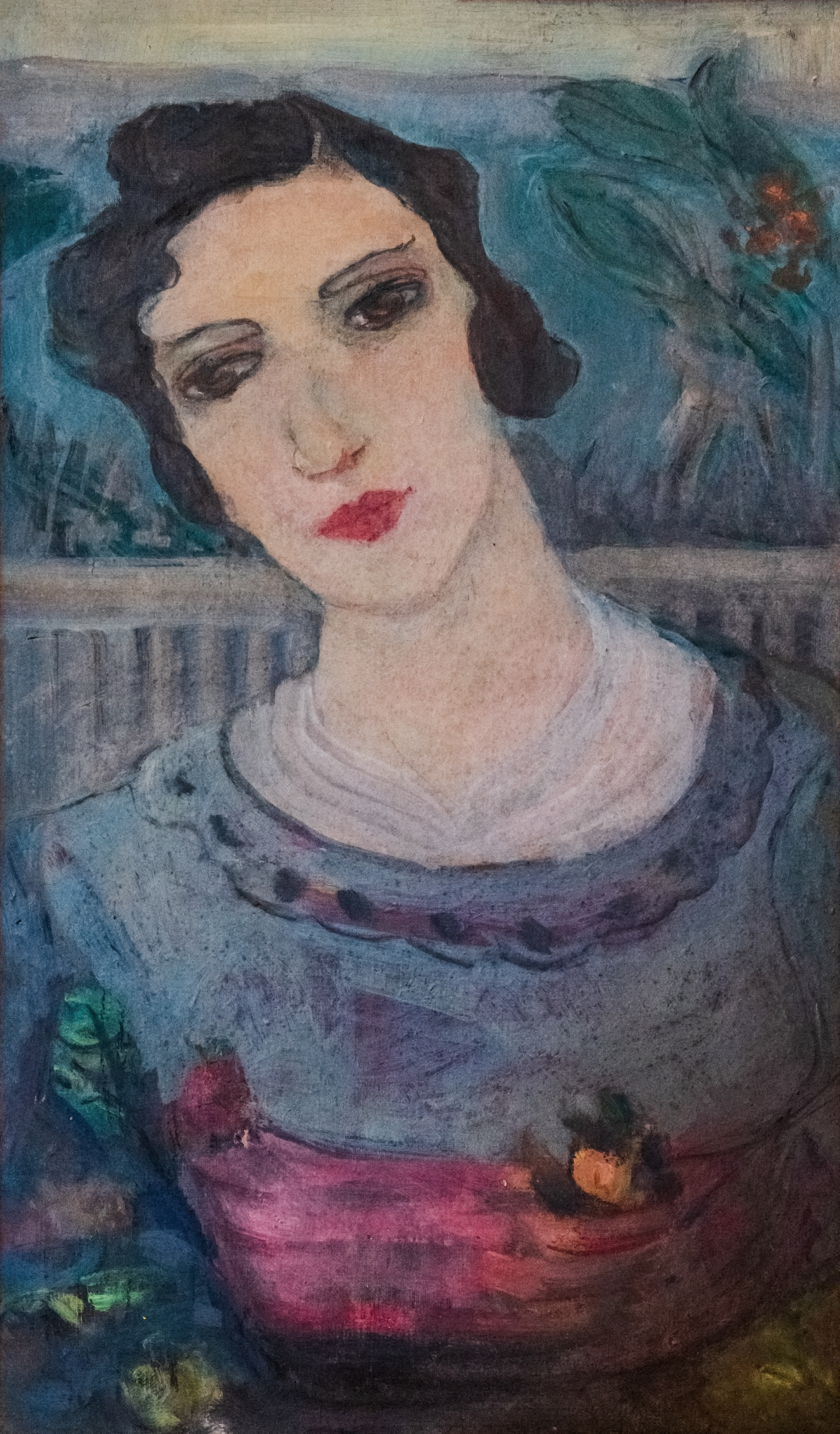
Portrait de femme à la ceinture rouge

- Localisation inconnue :
  - Roses, 1885, huile sur toile[8] ;
  - Femme au nœud rose, pastel, exposé en 1899[8] ;
  - Jeune fille tenant des roses, pastel[8] ;
  - La Rose, 1900, pastel[8] ;
  - Femme au nœud vert, pastel[8] ;
  - Tête aux cerises, pastel[8] ;
  - Lauriers roses, pastel[8] ;
  - Pont sur l’Agout à Castres, 1902[8] ;
  - Jeune fille sentant une rose[8] ;
  - Portrait des petites filles de M. Max Michaël, 1903[8] ;
  - La Baigneuse, huile sur toile[9] ;
  - Portrait de Mme Jaurès, pastel[8].